# 헤이메즈산맥
헤이메즈산맥(Jemez Mountains)은 미국 뉴멕시코주의 로스 앨러모스 군, 산도발 군, 리오 아리바군에 속한 지역에 있는 산들의 모임이다. 헤이메즈산의 동쪽 산밑에는 로스 앨러모스(Los Alamos)시와 로스앨러모스 국립 연구소가 있고 서쪽에는 헤이메즈 스프링스(Jemez Springs) 마을이 있다. 산 높이는 3524m(11,561피트)가 되며 파하리토 마운틴 스키장이 있다. 반델리어 내셔널 모뉴먼트, 카샤 카투웨 텐트록스 내셔널 모뉴먼트 두 공원이 헤이메즈 산에 속해 있다. 산속에는 펜톤호수 주립공원(Fenton Lake State Park)이 있다. 화산 활동으로 만들어진 바예 칼데라( Valles Caldera)는 직경 22km(13.7마일)에 달하는 거대한 칼데라로서 2015년부터 국립공원관리국(National Park Service)에서 관리하는 보호구역으로 지정되어 이 지역을 바예 칼데라 내셔널 프리서브(Valles Caldera National Preserve) 지역이라고 한다.

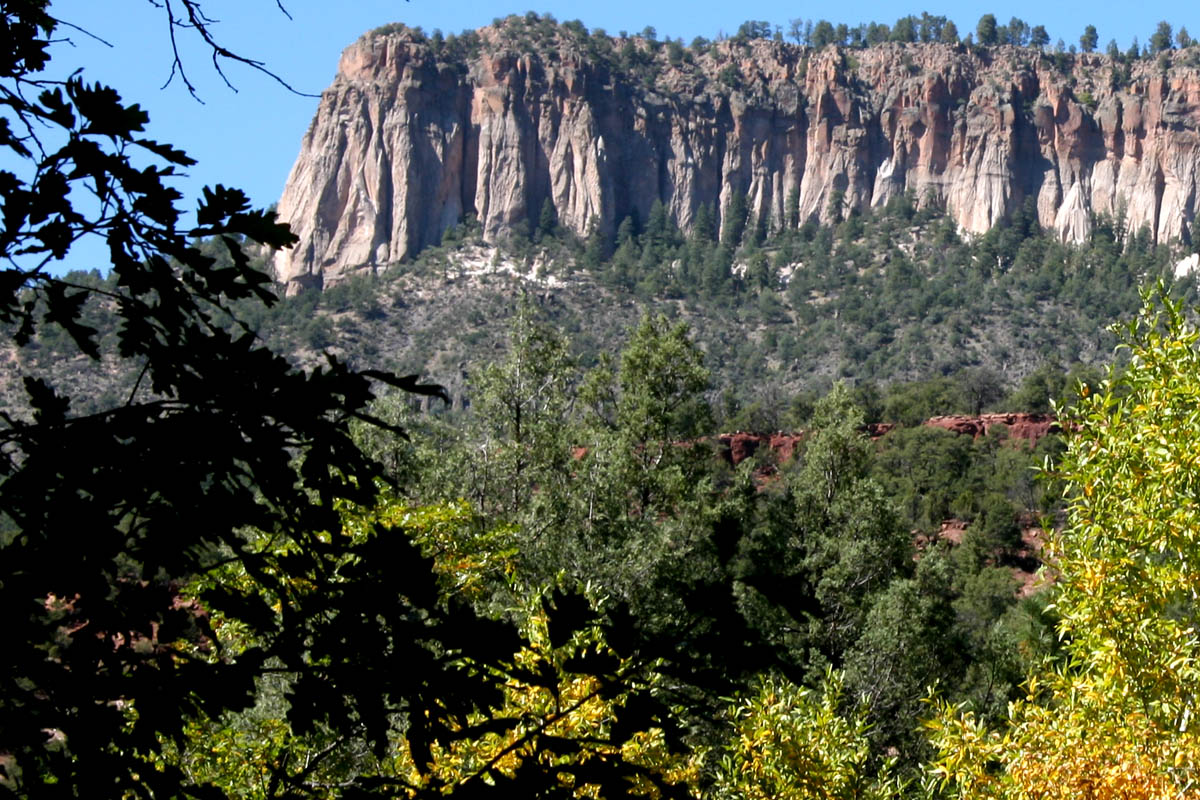
헤이메즈 스프링스에 있는 메사
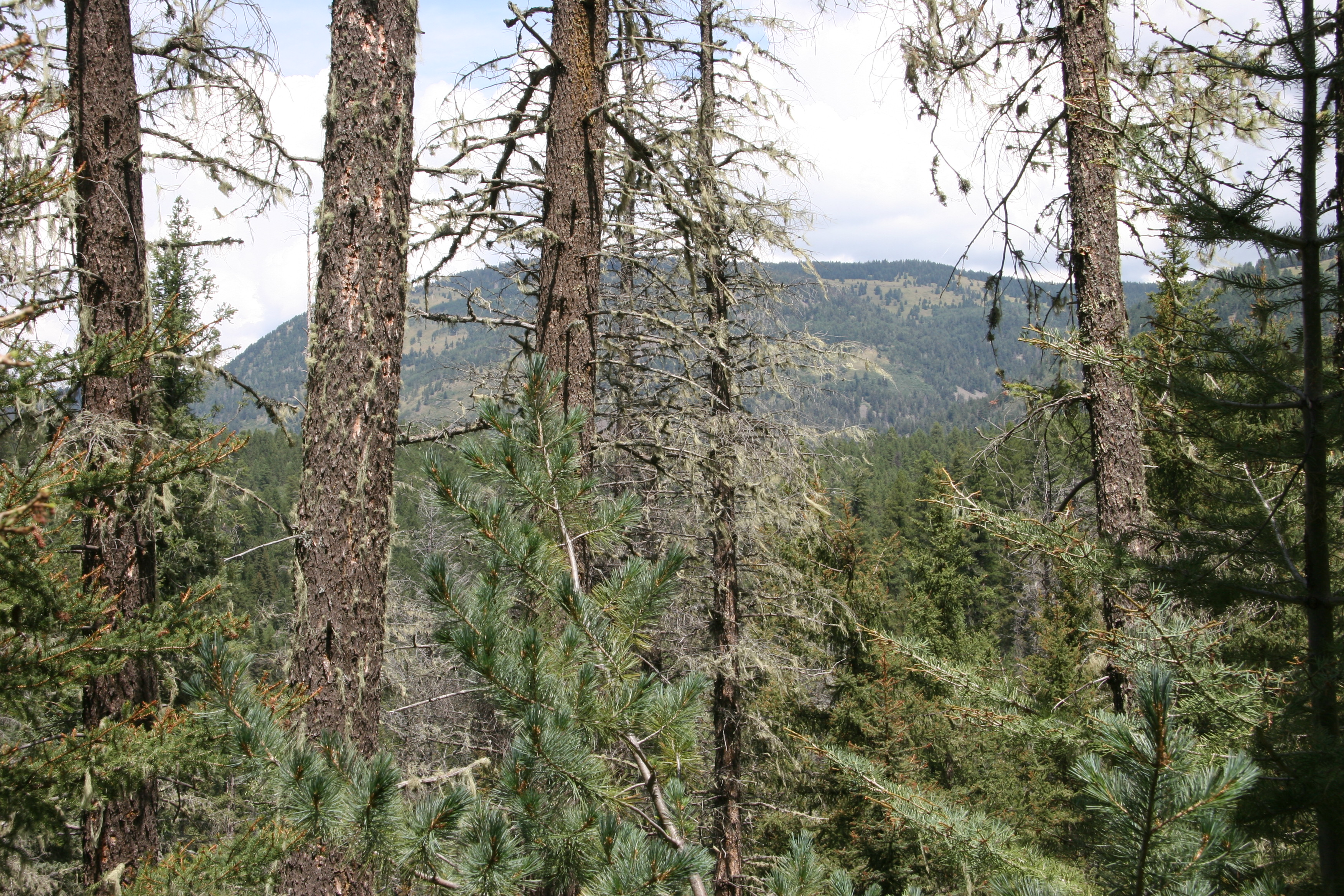
숲길에서 본 레돈도 피크
헤이메즈 리버의 작은 폭포